# Breviarium van Matthias Corvinus
Het Breviarium van Matthias Corvinus is een verlucht manuscript dat tussen 1487 en 1492 gemaakt werd voor Matthias Corvinus koning van Hongarije. Het is een brevier voor het gebruik van Rome, De verluchting is van de hand van Attavante degli Attavanti en het werd gemaakt in Florence voor de Bibliotheca Corviniana. Het wordt momenteel bewaard in de Vaticaanse Bibliotheek met als signatuur Urb.lat.112.

## Geschiedenis

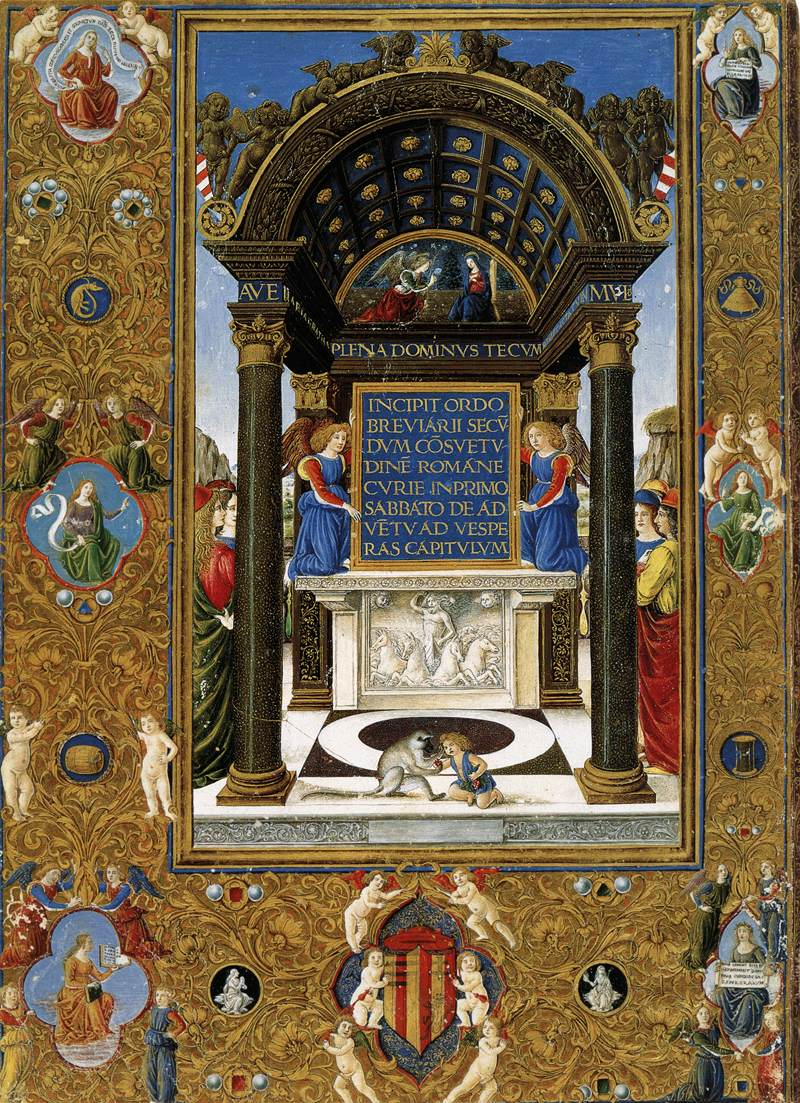
Beginminiatuur van het brevier, f. 7v.

Het manuscript bevat een colofon waarin Matthias Corvinus wordt genoemd als opdrachtgever van het werk. In het handschrift komen zijn wapen, deviezen en symbolen herhaaldelijk terug. Het brevier is een van de vele manuscripten die de koning van Hongarije bij de ateliers in Florence bestelde voor zijn Bibliotheca Corviniana, een van de bijzonderste verzamelingen van zijn tijd. Volgens anderen werd het niet gemaakt voor de bibliotheek, maar was het bedoeld om gebruikt te worden bij de liturgie in de kapel van het koninklijk kasteel. Het colofon vermeld verder dat het kopiëren van de tekst beëindigd werd in 1487, maar de verluchting van het handschrift pas afgewerkt was in 1492, twee jaar na de dood van de koning. Het boek is dus nooit aan Corvinus geleverd.
Kardinaal Georges d'Amboise, aartsbisschop van Rouen en adviseur van Lodewijk XII, hoorde over het boek van de gezanten van de Florentijnse Republiek Francesco Soderini en Lucantonio degli Albizzi die tussen augustus 1501 en juli 1502 aan het Franse hof verbleven. Soderini, zelf ook een bibliofiel, schreef een brief naar zijn superieuren in Florence op 28 november 1501, waarin hij liet weten dat de kardinaal het boek zeer graag in zijn bibliotheek wou hebben. Soderini stelde voor het manuscript gebruiken als een diplomatiek geschenk, maar de signoria liet hem op 14 december weten dat het boek zich niet meer in Florence bevond maar in het bezit was van een Romeinse familie. Kardinaal d'Amboise nam in september 1503 deel aan het conclaaf waar hij probeerde zich tot paus te laten verkiezen. Dat laatste lukte niet, maar het is waarschijnlijk dat hij het handschrift dan wist te verwerven en het meenam naar Frankrijk. Het werd voor het eerst vermeld in een inventaris uit 1503-1504, van de bezittingen van de kardinaal in Rouen en in een inventaris van de bibliotheek van het kasteel van Gaillon uit 1508. Ook in 1550 moet het brevier zich nog in de bibliotheek bevonden hebben, want het werd dan nogmaals vermeld in een inventaris.
Daarna bleef het handschrift spoorloos tot in de 17e eeuw toen het in 1632 opdook in een inventaris van de bibliotheek van de hertogen van Urbino die werd opgesteld naar aanleiding van de dood van Francesco Maria II della Rovere. De hertogelijke bibliotheek van Urbino werd in zijn geheel opgenomen in de pauselijk bibliotheek in 1657.

## Beschrijving

### Codicologisch
Het handschrift is samengesteld uit 597 folia van zeer fijn perkament. Het is in folio-formaat en meet 397 bij 271 mm. De tekst is geschreven in het Latijn door Martinus Antonius presbyter. De tekst is geschreven in twee kolommen van 31 lijnen per blad.
Het manuscript bevat acht volbladminiaturen, zeer rijkelijk geschilderd. Op nagenoeg alle bladzijden werd een florale marge geschilderd, soms links van elke kolom soms alleen tussen beide kolommen. Op de meeste bladzijden wordt boven de margeversiering in het midden een soort floraal vignet getekend waarin de inhoud van de bladzijde opgegeven is. Verder bevat het handschrift 59 gehistorieerde initialen, 133 figuratieve en 2.619 kleinere initialen.

### Inhoud
Het brevier bevat de klassieke inhoud namelijk:
- ff. 1r-6v: de kalender
- ff. 8r-72v: het tijdeigen
- ff. 278r-344v: de psalmen uit het Oude Testament
- ff. 345r-553v: het eigene der heiligen[4]
- ff. 555r-597r:
  - f555r: het gemeenschappelijke der heiligen,[5]
  - f587r: het Kleine Officie van Onze Lieve Vrouw
  - f592r: het dodenofficie

### Verluchting

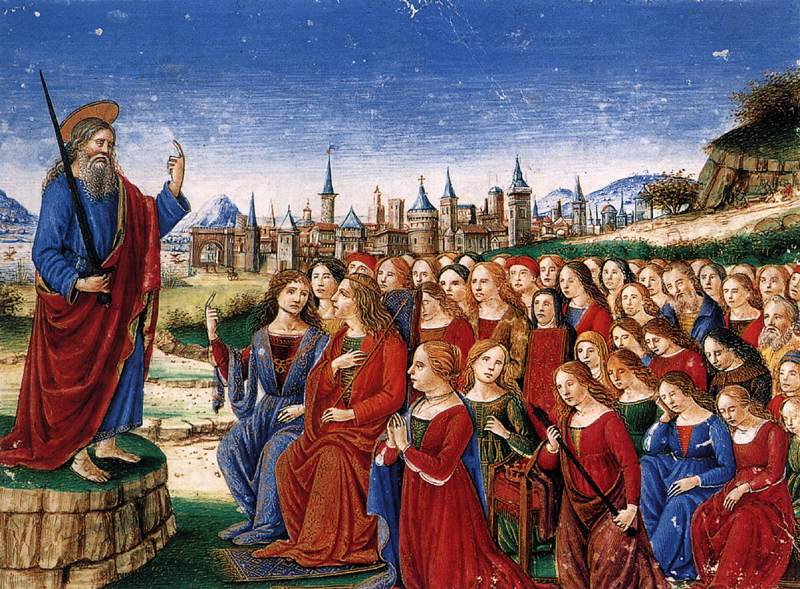
De prediking van de heilige Paulus, f. 8r.

De kalender is op de linker- en bovenmarge na, niet versierd. De marges zijn samengesteld uit bloemenranken. De tekst is bovenaan en links afgelijnd met een gouden boord.
De vier andere onderdelen van het boek worden telkens ingeleid door een volbladminiatuur op de verso zijde gecombineerd op de recto zijde met een miniatuur van een halve bladzijde met daaronder een gehistorieerde initiaal van een kwart blad een kwart blad tekst geschreven in goud op een blauwe achtergrond. De volbladminiatuur bevat tekens een incipit tekst, eveneens in gouden letters op een blauwe achtergrond, die geplaatst is in een driedimensionale nis, kapel of gebouw of op een altaar met aan de beide zijden van de tekst personen die hem lijken te lezen of de tekst presenteren. Het geheel is met een weelderige in goudinkt uitgevoerde florale rand die opgesmukt is met medaillons, gedragen en ondersteund door putti en engelen. In het midden van de marge onderaan was telkens op recto en verso zijde het wapen van Matthias Corvinus aangebracht, maar Georges d'Ambois liet die op de versozijde overschilderen met zijn wapen.
De miniatuur op f8r toont de prediking van de heilige Paulus. Op de eerste rij toehoorders zien we in het midden de gekroonde Matthias Corvinus afgebeeld met rechts van hem zijn (onwettelijke) zoon János Corvin Hunyadi en geknield links van hem zijn echtgenote Beatrix van Napels.
De verluchting van het handschrift wordt toegeschreven aan de Florentijnse miniaturist Attavante degli Attavanti en zijn atelier.